# ویکی‌پدیای سیسیلی
ویکی‌پدیای سیسیلی نسخه زبان سیسیلی وب‌گاه ویکی‌پدیا است.  زبان سیسیلی تا ۱۹ اوت ۲۰۱۱ بابیش‌از ۱۷،۵۰۰ مقاله در رده هشتادوششم ویکی‌پدیاها قرار گرفته‌است.